# Tiskilwa
Tiskilwa – wieś w Stanach Zjednoczonych, w stanie Illinois, w hrabstwie Bureau.